# 月の誓約と原書の姫
『月の誓約と原書の姫』（つきのせいやくとげんしょのひめ）は著者・樋口用考のイラスト・津雪による日本のライトノベル。富士見ファンタジア文庫（富士見書房）より2013年3月に刊行された。

## 登場人物
司馬 尽海（シバ ツクミ）
主人公。高校生男子。両親が仕事で不在で、幼馴染のヨカと一緒に暮らしている。祖父から小包が送られてきたことから、日常が崩れる。
天辻 夜火（アマツジ ヨカ）
ツクミの幼馴染。ツクミと手をつなぎたがる。他人の風貌をろくに覚えない。
幅木 杜麻（ハバキ トアサ）
ツクミとヨカの友人。童顔で小柄な容姿。
天乃原 甕土（アマノハラ ミカド）
日本の龍人を束ねるアマノハラ家の当主。
ミゲル・ハバモンス
ツクミを襲った吸血鬼。小包を狙っている。

## 設定
太陽
20年前に太陽の光が消えた。以降、あった頃と環境自体はなぜか変わらないが、ずっと夜が続いている。
夜の種族（シルナティカ）
「魔力」を持つ、人の形をした人ではない者の総称。7つの種族に分かれる。太古の時代から世界各地に潜んでいたが、20年前から存在が表面化。
吸血鬼
シルナティカの1種。奔放な性格で、人間との融和に興味が無い。最も数が多く、太陽光という天敵がなくなったことで圧倒的に力を増した種族で、同時多発的に行われた大規模殺戮事件「祝祭日（フェスティバ）」など、この20年で様々な事件を起こしている。
対策として各国は吸血鬼に有効な「魔術」を扱える人間を集めた部隊「魔術治安部隊」を編成するが、人間の魔術師程度では、歯が立たなかった。
龍人
シルナティカの1種。個体数こそ少ないが、吸血鬼と互角以上に渡りあってきた歴史を持つ。
「魔術治安部隊」では吸血鬼に対抗できなかったため、多くの国が吸血鬼以外の夜の種族と同盟を結ぶことで治安政策にしており、日本政府も龍人の協力を得てある程度の治安を維持している。

## 既刊一覧
- 樋口用考（著）・津雪（イラスト） 『月の誓約と原書の姫』 富士見書房〈富士見ファンタジア文庫〉、2013年3月19日発売[1]、ISBN 978-4-8291-3867-0